# 北京飞机维修工程

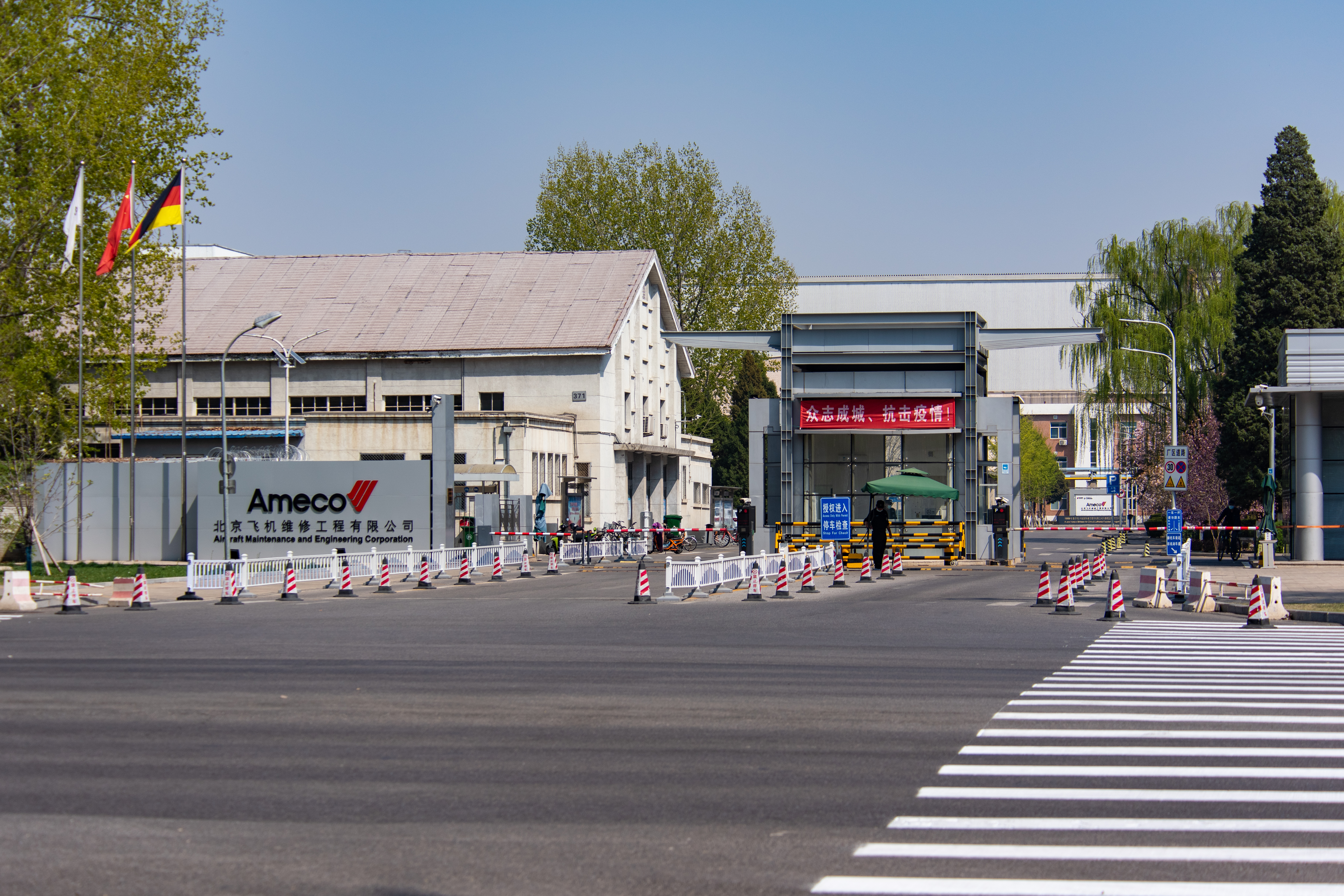
Ameco厂区西门

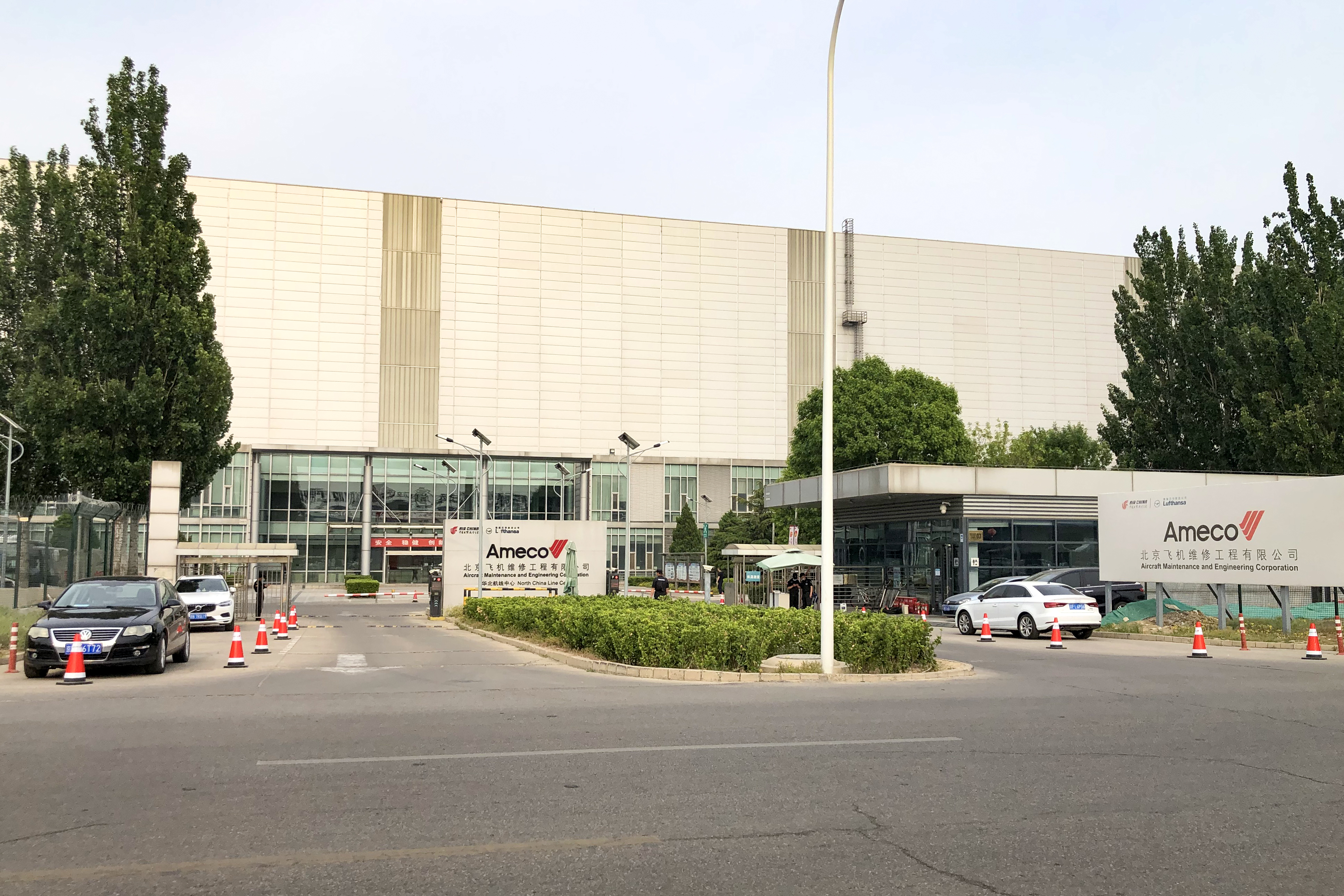
位于南法信镇的Ameco华北航线中心

北京飞机维修工程有限公司（英語：Aircraft Maintenance & Engineering Corporation，通常简称Ameco）是一间位于中国北京市、以北京首都国际机场为基地的飞机维修企业，1989年8月1日在原民航北京维修基地的基础上由中国国际航空和德国汉莎航空合资建立:149。

## 历史
1950年8月1日，军委民航局组建北京飞机养护小组，在北京西郊机场利用中国航空和中央航空留下的两幢简易房屋改建成生产车间:929。1952年2月18日由只有7人的养护小组扩编为规模29人的北京机务工作队:909。1953年1月，天津机务工作队迁至北京，并入北京机务工作队，同年2月北京机务工作队改组为北京飞机维护队，下设外勤、内勤两个车间，全队共有185人，1954年增设动力车间后成员增至204人:909。1955年1月，航线飞机维护任务改由民航北京管理处机务科承担，北京飞机维护队同年开始承担小型飞机发动机翻修任务:975。1956年5月26日，北京飞机维护队更名为民航局北京飞机修理厂:55，1958年11月从西郊机场迁至新建的首都机场，1960年在首都机场建成一座跨度60米、进深72米、高21.5米的预应力拱形结构机库:929。1960年11月24日，北京飞机修理厂更名为民航局第101厂:910。
1977年，民航101厂建成一座面积3858平方米的波音707喷漆机库。1980年6月16日，民航局第101厂与民航北京管理局机务处、航材处、机务大队、航修厂合并为民航北京维修基地:910，1983年在首都机场建成一座跨度72米、进深96.9米、高度32米的波音747修理库:929。
1989年5月2日，中国国际航空与汉莎航空在北京签订《北京飞机维修工程有限公司（Ameco-Beijing）合资合同及章程》，当时投资总额为2.626亿美元（折合人民币9.795亿元），注册资本投资总额8753.3万美元（折合人民币3.265亿元），其中国航出资60%，汉莎出资40%，该合同于当年7月10日获经贸部批准。1989年8月1日，北京飞机维修工程有限公司获得国家工商行政管理局颁发的营业执照，在民航北京维修基地的基础上正式成立:913:250，同年建成建筑15600平方米、可修理PW4000、RB211的发动机厂房:930。
1994年3月3日，Ameco耗资4200万元改扩建的首都机场波音747喷漆机库建成投产，同时自行设计和制造了用于波音747型飞机D级检修的机头工作梯和机尾工作梯:931:307。同年9月12日至11月28日，Ameco对国航一架波音747-200（注册编号B-2450）进行D级检修，这是该机型在中国进行的首次D级检修:971:314。1995年9月1日，Ameco获得中国民航总局颁发的波音747型飞机D检维修许可证，成为中国内地首间可对波音747进行D检的飞机维修业者，1996年7月30日获FAA颁发的波音747型D检维修执照:971。
1996年5月24日，Ameco在首都机场兴建的飞机维修工程四机位机库建成，结束了中国大型飞机无法进库维修的历史:931。2005年，Ameco决定在首都机场3号航站楼北侧建设一座可供空中客车A380检修的机库，该机库于2008年3月18日建成，同年7月2日投入使用。2009年8月，Ameco在首都机场四机位机库北侧建成另一座波音747喷漆大修机库，同年10月4日投入使用。
2015年5月29日，Ameco与2004年2月26日由国航各分公司机务维修体系整合而成的国航股份工程技术分公司资源整合成全新的北京飞机维修工程有限公司，国航股份持股75%、汉莎航空持股25%。2019年9月10日，Ameco更换标志。

## 机库

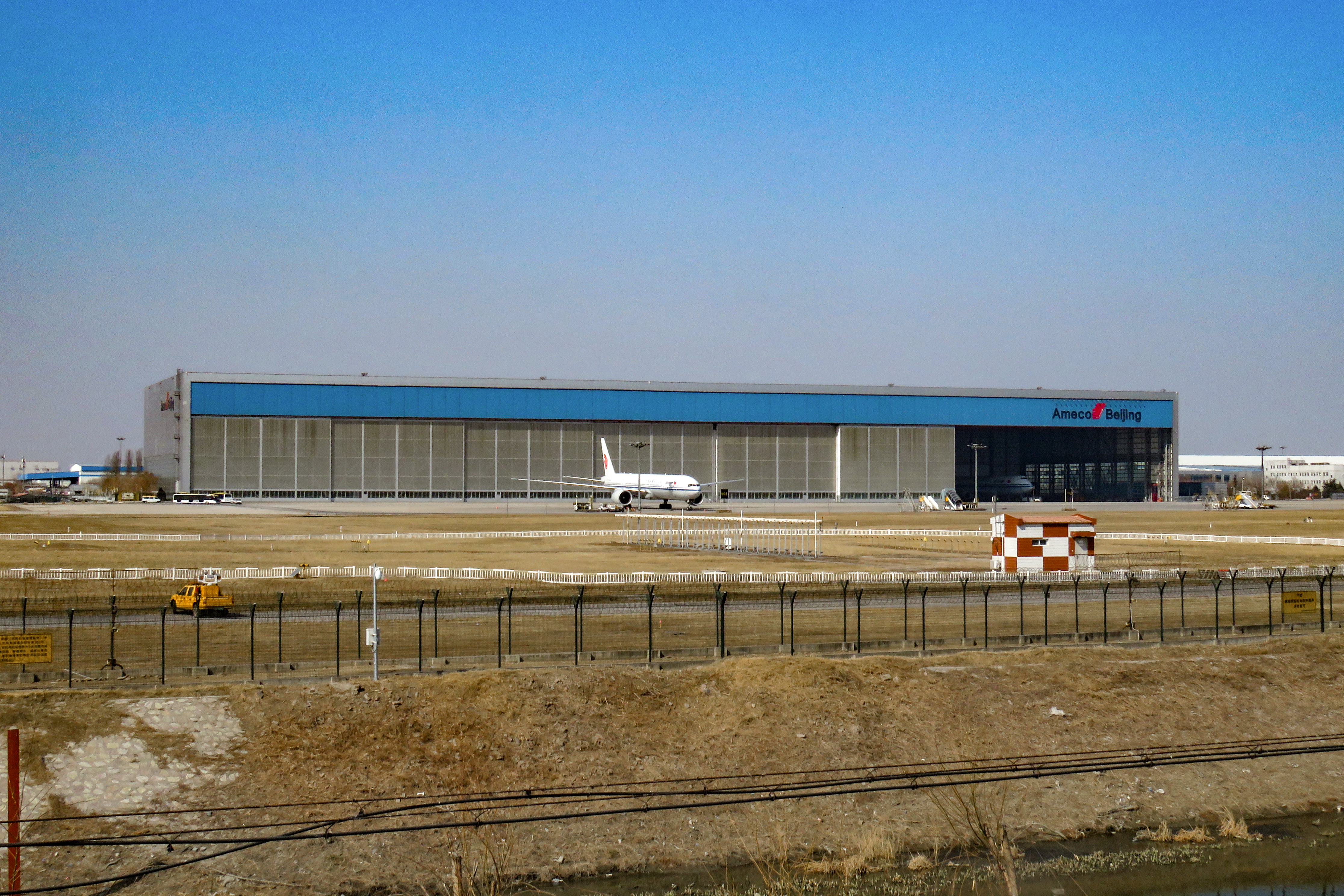
位于首都机场东跑道西北侧的A380四机位机库

Ameco在首都机场设有一座空客A380四机位飞机维修机库、一座波音747四机位飞机大修机库、一座波音747一机位飞机大修/喷漆一体机库。

### A380机库
A380机库位于首都机场3号航站楼北侧、东跑道西北侧，大厅净跨度350.8米，进深110米，下弦高度30米，总建筑面积70437平方米，可同时容纳6架空客A380或波音747。该机库2006年9月22日开工奠基，2008年3月18日建成。

### 四机位机库
747四机位机库位于首都机场中跑道西南侧、喷漆机库北侧，跨度306米，进深95.4米，下弦高26.5米，可同时并排容纳4架波音747-400、2架波音747SP及4架波音737，1993年5月开工，1996年5月24日完工。

## 分公司
2015年Ameco重组后，原国航工程技术分公司下辖的各大维修基地成为Ameco的分公司。

### 成都分公司

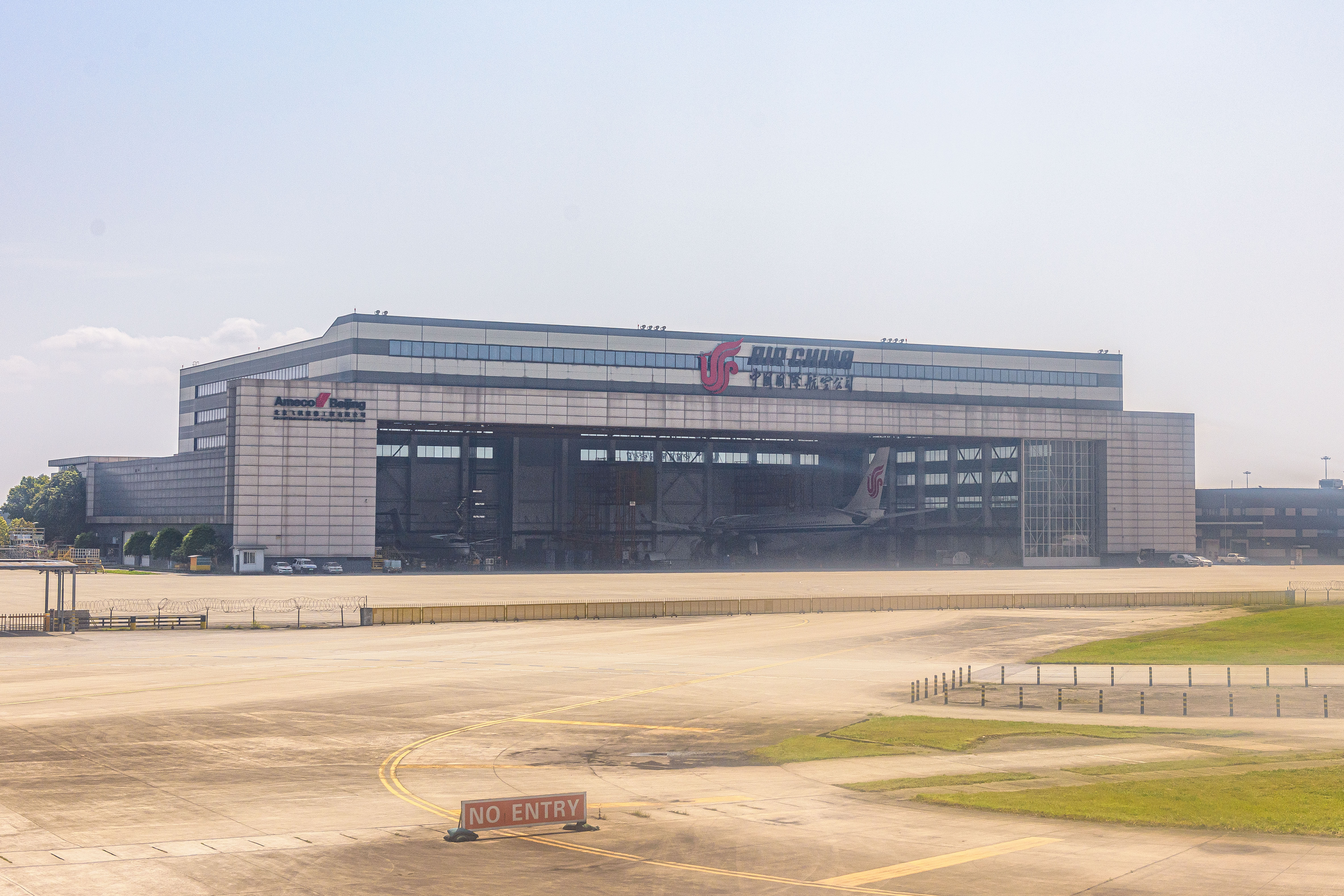
位于双流机场的Ameco成都分公司机库

Ameco成都分公司的前身可追溯至1960年成立的中国民航成都管理处飞机维修厂（后称机务大队、西南航空公司飞机维修厂）和1965年在成都开始筹建、1966年10月建成投产的民航103厂:273-274。
民航103厂1990年3月12日更名为中国民用航空成都飞机维修工程公司:32，1995年10月17日改称民航成都飞机维修工程公司，1996年1月18日划归中国西南航空，同年10月3日改称中国西南航空飞机维修公司:33。2001年5月14日，西南航空飞机维修公司与西南航空飞机维修厂合并为中国西南航空公司飞机维修基地，2002年中国民航业重组后改为国航西南分公司成都飞机维修基地，2004年6月24日纳入国航工程技术公司:33-34。
Ameco成都分公司在双流机场设一座波音757三机位飞机大修机库、一座空客A321三机位飞机大修和空客A330一机位飞机大修/喷漆一体机库、一座空客A330二机位飞机维修机库；在天府机场则有一座A330双机位飞机维修机库。

### 其他分公司
Ameco亦在大连、温州、广州、上海、呼和浩特、武汉、贵阳、天津、杭州、重庆设立分公司。